# Mansilla (Segovia)
Mansilla es una localidad perteneciente al municipio de Cerezo de Abajo, en la provincia de Segovia, comunidad autónoma de Castilla y León, España. Tiene una población de 11 habitantes (INE 2024).
Situada a 1,8 km de Cerezo de Abajo, 48 de Segovia y 78 de Madrid, se encuentra junto al río Cerezuelo con su bosque de ribera y su campiña.

## Historia
Su topónimo es el diminutivo de mansum: mansión o parada en la calzada romana, posible origen del pueblo.
Se repuebla en época medieval, dentro del Ochavo de la Sierra y Castillejo de la Comunidad de Villa y Tierra de Sepúlveda.
Por la real orden del 25 de enero de 1846 se anejó Cerezo de Abajo, previamente un municipio independiente ya había sido también pedanía de Duruelo.

## Patrimonio
- Ermita de San Marcos, de origen románico, cuenta con imágenes de San Marcos y Santa Marina. Su portada se trasladó a la parroquia de Cerezo de Abajo. De una planta rectangular, la cubre un tejado de madera a dos aguas. Destaca su espadaña de medio punto con unos canecillos antropomorfos. Fue rehabilitada en el siglo XX;
- Paraje natural de la Senda de Mansilla;
- Cañada Real Segoviana.[3][2][1][4][5]

## Fiestas
- San Marcos, el 25 de abril;
- Santa Marina, el domingo más cercano al 1 de julio;
- San Bartolomé, el 24 de agosto. Organizada en gran medida por la Asociación de Amigos de Mansilla. Cuenta con una misa, procesión, tradicional subasta de los palos de las andas y una tradicional parrillada para vecinos y visitantes.[2][1]